# Morzine
Morzine là một xã trong tỉnh Haute-Savoie thuộc vùng Auvergne-Rhône-Alpes.